# هلموت لنت
هلموت لنت (به آلمانی: Helmut Lent) ۱۳ ژوئن ۱۹۱۸ – ۷ اکتبر ۱۹۴۴) نظامی و خلبان تک‌خال آلمانی در دوره رایش سوم بود که در جریان جنگ جهانی دوم در لوفت‌وافه خدمت کرد. او به عنوان نخستین خلبان جنگنده در تاریخ هوانوردی ۱۰۰ پیروزی هوایی شبانه حاصل نمود. به جهت مجموع این موفقیت‌ها، مولدرس جزو یکی از تنها ۲۷ تنی که نشان صلیب شوالیه صلیب آهنین با برگ‌های بلوط، شمشیرها و الماس‌ها را دریافت کردند بود.

## زندگی
هلموت لنت روز ۱۳ ژوئن سال ۱۹۱۸ در پیرینه زاده شد. پدرش روحانی روحانی بود و ایمان بالای مذهبی را از او به ارث برد. علاقه به پرواز با گلایدر او را به سمت نیروی هوایی سوق داد. بدین شکل سال ۱۹۳۷ به لوفت‌وافه پیوست. پس از گذراندن دوره آموزشی و فارق‌التحصیلی با درجه ستوان دوم، در اسکادران ۱ جناح ۷۶ جنگنده سنگین مجهز به هواگردهای دوموتوره مسرشمیت ب‌اف ۱۱۰ قرار گرفت. در پی آغاز جنگ جهانی دوم، لنت نخستین پیروزی هوایی خود را روز ۲ سپتامبر سال ۱۹۳۹ با ساقط کردن یک جنگنده پ‌زت‌ال پ-۱۱ لهستانی به دست آورد. روز ۱۸ دسامبر در یک سورتی دو بمب‌افکن ولینگتون نیروی هوایی بریتانیا را بر فراز سواحل جنوبی دریای شمال سرنگون نمود. لنت با انجام پروازهای پشتیبانی در جریان نبرد نروژ بین ماه‌های آوریل و ژوئن سال ۱۹۴۰ پنج پیروزی هوایی دیگر کسب کرد تا با مجموع هشت پیروزی هوایی به یک خلبان تک‌خال بدل گردد. البته قربانیان او تا این زمان جنگنده‌های دوباله گلادیاتور و بمب‌افکن‌های متوسط با پوشش ضعیف بودند. در ادامه به جناح ۱ شکاری شبانه، نخستین جناح ویژه جنگنده شبانه، منتقل و فرمانده یک اسکادران در آن شد. به هر حال، در ابتدا در حالی که سایر اعضای اسکادران او پیروزی‌هایی به دست می‌آوردند، لنت با ناتوانی در حصول پیروزی هوایی شبانه در یک تنگنای روانی قرار گرفت و به شدت آشفته بود. بدین شکل از این انتقال راضی نبود و می‌خواست به رزم روزانه بازگردد. با این وجود سرگرد ولفگانگ فالک، فرمانده جناح با رابطه شخصی نزدیکی که با او داشت، لنت را متقاعد به ماندن کرد. لنت با کسب مهارت در این زمینه، در نهایت روز ۱۲ مه سال ۱۹۴۱ نخستین پیروزی هوایی شبانه خود را حاصل نمود. تا ماه اوت همان سال شمار پیروزی‌های هوایی شبانه او به ۱۴ مورد رسید. بدین ترتیب روز ۳۰ اوت سال ۱۹۴۱ نشان عالی صلیب شوالیه صلیب آهنین به ستوان یکم لنت اعطا گردید.
از تابستان سال ۱۹۴۱ با توان رو به افزایش بمباران‌های شبانه بریتانیا و همچنین به‌کارگیری تجهیزات راداری مؤثر در هواگردهای آلمانی، موفقیت‌های لنت شروع به انباشت کرد. لنت ماه نوامبر سال ۱۹۴۱ به فرماندهی گروه ۲ جناح ۲ شکاری شبانه با هواگردهایی دورنیه دو ۲۱۵ب در لیوواردن در هلند منصوب شد. تا روز ۶ ژوئن سال ۱۹۴۲، با ترفیع به درجه سروانی، مجموعاً ۳۵ پیروزی هوایی شبانه در کارنامه داشت. این مقدار تا ماه ژانویه سال ۱۹۴۳ به ۵۰ مورد رسید. روز ۱ اوت همان سال با درجه سرگردی به فرماندهی جناح ۳ شکاری شبانه برگزیده شد. روز بعد شمشیرها به نشان صلیب شوالیه او اضافه گردید. لنت در این زمان با ۶۶ پیروزی هوایی شبانه موفق‌ترین خلبان جنگنده شبانه بود. به هر صورت با ارسال جنگنده‌های رهگیر توسط دشمن برای مقابله با شکاری‌های آلمانی، نبرد هوایی بر فراز رایش جنبه دیگری از دشواری به خود یافت. در یک مورد هواگرد لنت مورد اصابت قرار گرفت و خود او میانه آسمان بیهوش شد. با این حال پیش از آن که هواگرد به زمین برخورد کند به هوش آمد و نجات پیدا کرد. لنت دو بار دیگر در حین شکار شبانه بمب‌افکن‌های دشمن مجروح شد. شب ۱۵ ژوئن سال ۱۹۴۴ لنت به عنوان نخستین خلبان در تاریخ، صدمین پیروزی هوایی شبانه خود را کسب کرد. از این رو روز ۳۱ ژوئیه سال ۱۹۴۴ الماس‌های نشان صلیب شوالیه را دریافت نمود. پاییز این سال سخن از انتخاب او به عنوان ژنرال جنگنده‌های شبانه مطرح شد.
روز ۵ اکتبر سال ۱۹۴۴ لنت با یک هواگرد یونکرس یو ۸۸ در یک پرواز معمول انتقال، از اشتاده به مقصد نوردبروخن به آسمان برخاست. هنگام رسیدن متوجه شد باند اصلی فرود در اثر بمباران دشمن تخریب شده‌است. بدین وادار به فرود در یک باند اضطراری شد. وقتی که هواگرد او با زمین تماس پیدا کرد یکی از موتورهایش از کار افتاد که موجب واماندگی و سقوط گشت. در اثر این حادثه هر چهار سرنشین هواگرد از جمله لنت به شدت مجروح شدند. سه تن دیگر مدت کوتاهی بعد جان باختند. آسیب وارد آمده به پاهای لنت پزشکان را آن داشت که آن‌ها قطع کنند. به هر صورت جراح ارشد با نگرانی از شوک حاصل از قطع عضو، عمل جراحی را به تأخیر انداخت. این مسئله موجب پدیداری عفونت قانقاریا شد و قطع عضو تنها راه نجات لنت به حساب می‌آمد. هلموت لنت روز ۷ اکتبر سال ۱۹۴۴ هنگام عمل جراحی درگذشت.
لنت در طول دوره چهار و نیم ساله خدمت پیش از ۳۰۰ سورتی رزمی به انجام رساند و مجموعاً ۸ پیروزی هوایی روزانه و ۱۰۲ پیروزی هوایی شبانه کسب کرد.